# Phyllomedusa sauvagii
A Phyllomedusa sauvagii é uma perereca (grupo de anfíbios anuros que apresentam discos adesivos nos dedos, adaptando-os à vida arborícola) que habita principalmente o "Chaco" (pradaria seca) da Argentina, Brasil, Bolívia e Paraguai pertencente à família Phyllomedusidae.
Essa família é composta de cerca de 50 espécies em três gêneros bem conhecidos, Phyllomedusa, Agalychnis e Pachymedusa. A grande maioria das espécies conhecidas, incluindo Phyllomedusa sauvagii, pertencem ao gênero Phyllomedusa.
Cientistas da Universidade de Queens, em Belfast, na Irlanda do Norte, detectaram na secreção cutânea dessa perereca uma proteína presente que poderia inibir o crescimento de vasos sanguíneos e ser usada para matar tumores cancerígenos.